# GP Città di Camaiore 2014
De 65e editie van de wielerwedstrijd GP Città di Camaiore werd gehouden op 6 maart 2014. De koers vond plaats in en rond Camaiore. De wedstrijd maakte deel uit van de UCI Europe Tour 2014, in de categorie 1.1. De winnaar van 2013 was de Slowaak Peter Sagan. Dit jaar won de Italiaan Diego Ulissi.

## Deelnemende ploegen
| WorldTour           | ProContinentaal        | Continentaal       |
| ------------------- | ---------------------- | ------------------ |
| Cannondale          | Androni Giocattoli     | Marchiol Emisfero  |
| Lampre-Merida       | Bardiani CSF           | MG Kvis-Trevigiani |
| AG2R-La Mondiale    | Yellow Fluo            |                    |
| Astana              | Caja Rural-Seguros RGA |                    |
| Giant-Shimano       | Colombia               |                    |
| Katjoesja           | IAM Cycling            |                    |
| Movistar            | MTN-Qhubeka            |                    |
| Orica-GreenEdge     | RusVelo                |                    |
| Sky ProCycling      | Unitedhealthcare       |                    |
| Trek Factory Racing | Wanty-Groupe Gobert    |                    |

## Startlijst
| Cannondale | AG2R-La Mondiale | Trek Factory Racing |
| - 1. Marco Marcato - 2. Alberto Bettiol - 3. Damiano Caruso - 4. Cayetano Sarmiento - 5. Matthias Krizek - 6. Daniele Ratto - 7. Alessandro De Marchi - 8. Davide Villella              | - 11. Davide Appollonio - 12. Hubert Dupont - 13. Rinaldo Nocentini - 14. Julien Bérard - 15. Guillaume Bonnafond - 16. Ben Gastauer - 17. Matteo Montaguti - 18. Axel Domont          | - 21. Riccardo Zoidl - 22. Julián Arredondo - 23. Fabio Felline - 24. Robert Kišerlovski - 26. Jens Voigt - 27. Calvin Watson - 28. Eugenio Alafaci                                               |
| Astana | Lampre-Merida | Team Movistar |
| - 31. Vincenzo Nibali - 32. Valerio Agnoli - 33. Francesco Gavazzi - 34. Enrico Gasparotto - 35. Jacopo Guarnieri - 36. Alessandro Vanotti - 37. Fredrik Kessiakoff - 38. Andrej Zejts  | - 41. Diego Ulissi - 42. Damiano Cunego - 43. Kristijan Đurasek - 44. Manuele Mori - 45. Winner Anacona - 46. Przemysław Niemiec - 47. Jan Polanc - 48. Luca Wackermann                | - 51. Beñat Intxausti - 52. Sylwester Szmyd - 53. John Gadret - 54. Pablo Lastras - 55. Andrey Amador - 56. Dayer Quintana - 57. Enrique Sanz - 58. Jasha Sütterlin                               |
| Orica-GreenEdge | Katjoesja | Sky ProCycling |
| - 61. Simon Gerrans - 62. Michael Albasini - 63. Simon Clarke - 64. Christian Meier - 65. Ivan Santaromita - 66. Adam Yates - 67. Simon Yates - 68. Jens Keukeleire                     | - 72. Maksim Belkov - 73. Sergej Tsjernetski - 74. Aljaksandr Koetsjynski - 75. Jegor Silin - 76. Joeri Trofimov - 77. Ángel Vicioso - 78. Edoeard Vorganov                            | - 81. Ian Boswell - 82. Bernhard Eisel - 83. Nathan Earle - 84. Josh Edmondson - 85. Salvatore Puccio - 86. Luke Rowe - 87. Ben Swift - 88. Sebastián Henao                                       |
| Team RusVelo | Androni Giocattoli | Bardiani CSF |
| - 91. Sergej Firsanov - 93. Sergej Klimov - 94. Ivan Balykin - 95. Sergej Pomosjnikov - 96. Ilnoer Zakarin - 97. Gennadi Tatarinov - 98. Artjom Ovetsjkin                               | - 101. Franco Pellizotti - 102. Johnny Hoogerland - 103. Marco Bandiera - 104. Manuel Belletti - 105. Marco Frapporti - 106. Antonino Parrinello - 107. Diego Rosa - 108. Nicola Testi | - 111. Enrico Battaglin - 112. Stefano Pirazzi - 113. Francesco Manuel Bongiorno - 114. Enrico Barbin - 115. Sonny Colbrelli - 116. Stefano Locatelli - 117. Angelo Pagani - 118. Edoardo Zardini |
| Colombia | Yellow Fluo | MTN-Qhubeka |
| - 121. Miguel Ángel Rubiano - 122. Edward Díaz - 124. Jarlinson Pantano - 125. Darwin Pantoja - 126. Jonathan Paredes - 127. Fabio Duarte - 128. Rodolfo Torres                         | - 131. Matteo Rabottini - 132. Daniele Colli - 133. Francesco Failli - 134. Andrea Fedi - 135. Mauro Finetto - 136. Simone Ponzi - 137. Rafael Andriato - 138. Fabio Taborre           | - 141. Jani Tewelde - 142. Sergio Pardilla - 143. Daniel Teklehaimanot - 144. Adrien Niyonshuti - 145. Meron Russom - 146. Songezo Jim - 147. Dennis van Niekerk                                  |
| Unitedhealthcare | Wanty-Groupe Gobert | IAM Cycling |
| - 151. Alessandro Bazzana - 152. Ben Day - 153. Marc de Maar - 154. Lucas Euser - 155. Davide Frattini - 156. Christopher Jones - 157. Martijn Maaskant - 158. Kiel Reijnen             | - 161. Mirko Selvaggi - 162. Thomas Degand - 163. Frederik Backaert - 164. Jérôme Gilbert - 165. Michel Kreder - 166. Kevin Seeldraeyers - 168. Marco Minnaard                         | - 171. Marcel Aregger - 172. Jonathan Fumeaux - 173. Reto Hollenstein - 174. Pirmin Lang - 175. Gustav Larsson - 176. Patrick Schelling - 177. Johann Tschopp - 178. Matthias Brändle             |
| Caja Rural-Seguros RGA | Area Zero Pro Team | Marchiol Emisfero |
| - 181. Davide Viganò - 182. Francesco Lasca - 183. Omar Fraile - 184. Heiner Parra - 185. Marcos García - 186. Fernando Grijalba - 187. Fabricio Ferrari - 188. Javier Aramendia        | - 191. Paolo Ciavatta - 192. Fabio Chinello - 193. Giovanni Carboni - 194. Gianluca Leonardi - 195. Silvio Giorni - 196. Simone Petilli - 197. Charly Petelin - 198. Marco Tecchio     | - 201. Antonio Nibali - 202. Enrico Franzoi - 203. Simone Antonini - 204. Alberto Cecchin - 205. Andrea Vaccher - 206. Raffaello Bonusi - 207. Enea Cambianica - 208. Paolo Lunardon              |
| MG Kvis-Trevigiani | | |
| - 211. Daniele Aldegheri - 212. Matteo Busato - 213. Luca Chirico - 214. Lorenzo Di Remigio - 215. Riccardo Donato - 216. Mattia Frapporti - 217. Rino Gasbarrini - 218. Andrei Nechita | | |

## Verloop
Na ruim vijftig kilometer koers ontstond er een kopgroep van vier renners. Eerst reden Daniele Colli, Silvio Giorni en Riccardo Donato weg. Iets later volgde ook Nederlands kampioen Johnny Hoogerland.
De maximale voorsprong van het viertal was ruim zeven minuten, maar toen sloeg het peloton onder leiding van Astana in gang en werd het verschil snel kleiner. Op de voorlaatste beklimming van de Monte Pitoro reden Hoogerland en Colli weg bij hun vluchtmakkers, maar op goed tien kilometer van de streep was het gedaan met de aanvallers.
Op de laatste beklimming reden eerst Vincenzo Nibali, Julián Arredondo, Stefano Pirazzi en Davide Villella weg. Op de top waren het echter Diego Ulissi en Matteo Montaguti die er samen met Arredondo vandoor waren. De drie kregen iets later gezelschap van Simon Clarke. De vier hielden op de streep nog een kleine voorsprong over op een achtervolgend groepje.

## Rituitslag
| GP Città di Camaiore 2014 |                    |                        |          |
| Plaats                    | Naam               | Ploeg                  | Tijd     |
| Winnaar                   | Diego Ulissi       | Lampre-Merida          | 4u18'37" |
| 2                         | Matteo Montaguti   | AG2R-La Mondiale       | z.t.     |
| 3                         | Julián Arredondo   | Trek Factory Racing    | z.t.     |
| 4                         | Simon Clarke       | Orica-GreenEdge        | z.t.     |
| 5                         | Sonny Colbrelli    | Bardiani CSF           | z.t.     |
| 6                         | Fabio Felline      | Trek Factory Racing    | + 3"     |
| 7                         | Jens Keukeleire    | Orica-GreenEdge        | z.t.     |
| 8                         | Salvatore Puccio   | Sky ProCycling         | z.t.     |
| 9                         | Mauro Finetto      | Yellow Fluo            | z.t.     |
| 10                        | Francesco Gavazzi  | Astana                 | z.t.     |
| 11                        | Marco Marcato      | Cannondale             | z.t.     |
| 12                        | Davide Villella    | Cannondale             | z.t.     |
| 13                        | Ben Gastauer       | AG2R-La Mondiale       | z.t.     |
| 14                        | Reto Hollenstein   | IAM Cycling            | z.t.     |
| 15                        | Manuele Mori       | Lampre-Merida          | z.t.     |
| 16                        | Edoeard Vorganov   | Katjoesja              | z.t.     |
| 17                        | Luca Wackermann    | Lampre-Merida          | z.t.     |
| 18                        | Marcos García      | Caja Rural-Seguros RGA | z.t.     |
| 19                        | Sergej Firsanov    | RusVelo                | z.t.     |
| 20                        | Sergej Tsjernetski | Katjoesja              | z.t.     |
|                           |                    |                        |          |
| 63                        | Marco Minnaard     | Wanty-Groupe Gobert    | + 1'01"  |

1966 · 1967 · 1968 · 1969 · 1970 · 1971 · 1972 · 1973 · 1974 · 1975 · 1976 · 1977 · 1978 · 1979 · 1980 · 1981 · 1982 · 1983 · 1984 · 1985 · 1986 · 1987 · 1988 · 1989 · 1990 · 1991 · 1992 · 1993 · 1994 · 1995 · 1996 · 1997 · 1998 · 1999 · 2000 · 2001 · 2002 · 2003 · 2004 · 2005 · 2006 · 2007 · 2008 · 2009 · 2010 · 2011 · 2012 · 2013 · 2014
Etappewedstrijden

 Ster van Bessèges ·
 Ronde van de Middellandse Zee ·
 Ruta del Sol ·
 Ronde van de Algarve ·
 Ronde van de Haut-Var ·
 Driedaagse van West-Vlaanderen ·
 Internationale Wielerweek ·
 Internationaal Wegcriterium ·
 Driedaagse van De Panne-Koksijde ·
 Ronde van de Sarthe ·
 Ronde van Trentino ·
 Ronde van Turkije ·
 Vierdaagse van Duinkerke ·
 Ronde van Azerbeidzjan ·
 Szlakiem Grodów Piastowskich ·
 Ronde van Castilië en León ·
 Ronde van Picardië ·
 Ronde van Noorwegen ·
 World Ports Classic ·
 Ronde van Beieren ·
 Ronde van België ·
 Tour des Fjords ·
 Ronde van Estland ·
 Ronde van Luxemburg ·
 Boucles de la Mayenne ·
 Ster ZLM Toer ·
 Ronde van Slovenië ·
 Route du Sud ·
 Ronde van Oostenrijk ·
 Sibiu Cycling Tour ·
 Ronde van Wallonië ·
 Ronde van Portugal ·
 Ronde van Denemarken ·
 Ronde van de Ain ·
 Ronde van Burgos ·
 Arctic Race of Norway ·
 Ronde van de Limousin ·
 Ronde van Poitou-Charentes ·
 Ronde van Groot-Brittannië ·
 Ronde van Gévaudan Languedoc-Roussillon ·
 Eurométropole Tour
Eendaagse wedstrijden

 GP La Marseillaise ·
 Grote Prijs van de Etruskische Kust ·
 Trofeo Palma ·
 Trofeo Ses Salines ·
 Trofeo Serra de Tramuntana ·
 Trofeo Platja de Muro ·
 Trofeo Laigueglia ·
 Ronde van Murcia ·
 Omloop Het Nieuwsblad ·
 Classic Sud Ardèche ·
 GP Lugano ·
 Clásica de Almería ·
 Kuurne-Brussel-Kuurne ·
 La Drôme Classic ·
 Le Samyn ·
 GP Città di Camaiore ·
 Strade Bianche ·
 Roma Maxima ·
 Ronde van Drenthe ·
 Dwars door Drenthe ·
 Nokere Koerse ·
 GP Nobili Rubinetterie ·
 Handzame Classic ·
 Classic Loire-Atlantique ·
 Grote Prijs van Cholet-Pays de Loire ·
 Dwars door Vlaanderen ·
 Route Adélie de Vitré ·
 Volta Limburg Classic ·
 Grote Prijs Miguel Indurain ·
 Ronde van La Rioja ·
 Scheldeprijs ·
 GP Cerami ·
 Klasika Primavera ·
 Parijs-Camembert ·
 Brabantse Pijl ·
 GP Denain ·
 Ronde van de Finistère ·
 Tro Bro Léon ·
 Ronde van Keulen ·
 La Roue Tourangelle ·
 Rund um den Finanzplatz Eschborn-Frankfurt ·
 Ronde van de Somme ·
 ProRace Berlin ·
 Grote Prijs van Plumelec ·
 Boucles de l'Aulne ·
 Ronde van Zeeland Seaports ·
 GP Kanton Aargau ·
 Ronde van Limburg ·
 Ronde van de Apennijnen ·
 Halle-Ingooigem ·
 Prueba Villafranca de Ordizia ·
 GP Industria & Artigianato-Larciano ·
 Ronde van Toscane ·
 Circuito de Getxo ·
 Polynormande ·
 RideLondon Classic ·
 GP Stad Zottegem ·
 Arnhem-Veenendaal Classic ·
 Châteauroux Classic de l'Indre ·
 Druivenkoers Overijse ·
 Brussels Cycling Classic ·
 GP Fourmies ·
 Ronde van de Doubs ·
 GP Jef Scherens ·
 Coppa Bernocchi ·
 GP van Wallonië ·
 Coppa Agostoni ·
 Ronde van de Drie Valleien ·
 Kampioenschap van Vlaanderen ·
 Grote Prijs Impanis-Van Petegem ·
 Memorial Marco Pantani ·
 GP Industria & Commercio di Prato ·
 GP van Isbergues ·
 Omloop van het Houtland ·
 Duo Normand ·
 Milaan-Turijn ·
 Ronde van het Münsterland ·
 Ronde van de Vendée ·
 Memorial Frank Vandenbroucke ·
 Coppa Sabatini ·
 Parijs-Bourges ·
 Ronde van Emilia ·
 Parijs-Tours ·
 GP Beghelli ·
 Nationale Sluitingsprijs ·
 Chrono des Nations